# Мушмуловидна мукина
Мушмуловидната мукина (Sorbus chamaemespilus) е храст с височина до 3 m; младите клонки са мъхнати, по-късно голи, сивокафяви; пъпките са голи, само по края на люспите с реснички; листата са до 7 см, прости, в двата края заострени, кожести и елиптични; цветовете са събрани в щитовидни съцветия, розови или червени; плодовете са червени, с лещанки; среща се в горния пояс 1 700 до 2 100 m надморска височина.
- Общ вид
- Пъпка
- Цвят
- Плод